# Carlo Croccolo
Carlo Croccolo (Nápoly, 1927. április 9. – Nápoly, 2019. október 12.) olasz színész.

## Fontosabb filmjei
- The Firemen of Viggiù (1949)
- Totò Tarzan (1950)
- Totò sceicco (1950)
- Libera uscita (1951)
- Bellezze in bicicletta (1951)
- Vendetta... sarda (1951)
- L'eterna catena (1952)
- Miseria e nobiltà (1954)
- Rosso e nero (1955)
- I pinguini ci guardano (1956)
- Altair (1956)
- Toto hagyja vagy rádupláz (Totò lascia o raddoppia?) (1956)
- Az Úr a pokolban is Úr (Signori si nasce) (1960)
- Appuntamento a Ischia (1960)
- Los dos rivales (1960)
- Fontana di Trevi (1960)
- Maciste contro Ercole nella valle dei guai (1961)
- L'Amant de Cinq Jours (1961)
- A különös szent: Copertinói Szent József élete (The Reluctant Saint) (1962)
- Tegnap, ma, holnap (Ieri oggi domani) (1963)
- I quattro moschettieri (1963)
- A sárga Rolls-Royce (The Yellow Rolls-Royce) (1964)
- Freddy und das Lied der Prärie (1964)
- Egymillió karátos ötlet (Caccia alla volpe) (1966)
- Én, én, én... és a többiek (Io, io, io.... e gli altri) (1966)
- A legnagyobb köteg (The Biggest Bundle of Them All) (1968)
- Diabolik (1968)
- Black Killer (1971)
- Signore e signori, buonanotte (1976)
- Casotto (1978)
- Picone küldött (Mi manda Picone) (1983)
- Il camorrista (1986)
- ’O Re (1987)
- L'avaro (1990)
- A nép nevében (In nome del popolo sovrano) (1990)
- Kég égbolt (Il cielo è sempre più blu) (1996)
- Szerelemben, háborúban (In Love and War) (1996)
- Fiatalok és jóképűek (Giovani e belli) (1996)
- Három férfi és egy láb (Tre uomini e una gamba) (1997)
- Igaz barátnők (Amiche davvero!!) (1998, tv-film)
- Li chiamarono... briganti! (1999)
- Visszatérés a múltból (Una storia qualunque) (2000, tv-film)
- Háztartási könyv (Il quaderno della spesa) (2003)